# Episodi di The Bob Cummings Show (prima stagione)
La prima stagione della serie televisiva The Bob Cummings Show è andata in onda negli Stati Uniti dal 25 gennaio 1955 al 28 luglio 1955 sulla NBC.
| nº | Titolo originale                    | Prima TV USA     |
| -- | ----------------------------------- | ---------------- |
| 1  | Calling Doctor Baxter               | 25 gennaio 1955  |
| 2  | Hiring a Receptionist               | 9 gennaio 1955   |
| 3  | It's Later Than You Think           | 16 gennaio 1955  |
| 4  | Chuck Falls for His English Teacher | 23 gennaio 1955  |
| 5  | Bob Becomes a Genius                | 30 gennaio 1955  |
| 6  | A Date for Margaret                 | 6 febbraio 1955  |
| 7  | Bob Gives Up Girls                  | 13 febbraio 1955 |
| 8  | Eyes of Texas                       | 20 febbraio 1955 |
| 9  | The Girl from France                | 27 febbraio 1955 |
| 10 | Ideal Husband                       | 6 marzo 1955     |
| 11 | The Rival Photographer              | 13 marzo 1955    |
| 12 | Bachelor Apartment                  | 20 marzo 1955    |
| 13 | Mrs. Montague's Niece               | 27 marzo 1955    |
| 14 | Dr. Jekyll and Mr. Cummings         | 3 aprile 1955    |
| 15 | Bob to the Rescue                   | 10 aprile 1955   |
| 16 | Air Corps vs. Marriage              | 17 aprile 1955   |
| 17 | Advice to the Lovelorn              | 24 aprile 1955   |
| 18 | Choosing Miss Coffee Break          | 1º maggio 1955   |
| 19 | Boyfriend for Schultzy              | 8 maggio 1955    |
| 20 | Bob Plays Cupid                     | 15 maggio 1955   |
| 21 | Schultzy's Dream World              | 22 maggio 1955   |
| 22 | Uncle Bob-Bob                       | 29 maggio 1955   |
| 23 | The Silver Tongued Orator           | 5 giugno 1955    |
| 24 | Bob's Birthday                      | 12 giugno 1955   |
| 25 | The Return of the Wolf              | 19 giugno 1955   |
| 26 | El Lobo Strikes Again               | 26 giugno 1955   |
| 27 | Chuck Goes Hollywood                | 7 luglio 1955    |
| 28 | Bob Glamorizes Schultzy             | 28 luglio 1955   |

## Calling Doctor Baxter
- Prima televisiva: 25 gennaio 1955

### Trama
- Guest star: Donna Foster, Diane Jergens (Francine Williams), Beverly Kidd, Joi Lansing (Bridal Model), Isabel Randolph (Mrs. Anderson), Frank Wilcox (dottor Tony Baxter), Trudy Wroe

## Hiring a Receptionist
- Prima televisiva: 9 gennaio 1955

### Trama
- Guest star: Nancy Kulp (Pamela Livingstone), Leigh Snowden

## It's Later Than You Think
- Prima televisiva: 16 gennaio 1955

### Trama
- Guest star: King Donovan (Harvey Helm), Diane Jergens

## Chuck Falls for His English Teacher
- Prima televisiva: 23 gennaio 1955

### Trama
- Guest star:

## Bob Becomes a Genius
- Prima televisiva: 30 gennaio 1955

### Trama
- Guest star: Gale Robbins (Philippa Farnsworth), Will Wright (Burt Mason), Frances Pasco (Thelma Klempert), Jerry Hausner (The Agent), Paul Frees (The Movie Hoodlum)

## A Date for Margaret
- Prima televisiva: 6 febbraio 1955

### Trama
- Guest star: Lyle Talbot (Paul Fonda), Shirley Bonne (Anita), Barbara Wilson (Gloria), Don Dillaway, Gloria Marshall (The Perfect Stranger)

## Bob Gives Up Girls
- Prima televisiva: 13 febbraio 1955

### Trama
- Guest star: Diane Jergens, Leigh Snowden, Irene Tedrow

## Eyes of Texas
- Prima televisiva: 20 febbraio 1955

### Trama
- Guest star: Gloria Pall (Texan's Mistress)

## The Girl from France
- Prima televisiva: 27 febbraio 1955

### Trama
- Guest star: Leslie Gaye, Diane Jergens, Lita Milan

## Ideal Husband
- Prima televisiva: 6 marzo 1955

### Trama
- Guest star:

## The Rival Photographer
- Prima televisiva: 13 marzo 1955

### Trama
- Guest star: Parley Baer, Norma Brooks, Mimi Doyle, Lyle Fox, Peggy Knudsen, Sally Todd

## Bachelor Apartment
- Prima televisiva: 20 marzo 1955

### Trama
- Guest star: Dave O'Brien, Joan Vohs, Paula Winslowe

## Mrs. Montague's Niece
- Prima televisiva: 27 marzo 1955

### Trama
- Guest star: Elvia Allman (Mrs. Montague), Freda Hoffman (Muriel)

## Dr. Jekyll and Mr. Cummings
- Prima televisiva: 3 aprile 1955

### Trama
- Guest star: Diane Jergens, Gloria Marshall

## Bob to the Rescue
- Prima televisiva: 10 aprile 1955

### Trama
- Guest star: Lyle Talbot (Paul Fonda)

## Air Corps vs. Marriage
- Prima televisiva: 17 aprile 1955

### Trama
- Guest star: Susan Alexander, Norma Brooks, King Donovan (Harvey Helm), Lee Miller, Sally Todd

## Advice to the Lovelorn
- Prima televisiva: 24 aprile 1955

### Trama
- Guest star: Diane Jergens

## Choosing Miss Coffee Break
- Prima televisiva: 1º maggio 1955

### Trama
- Guest star: Nancy Kulp (Pamela Livingstone), Harold Peary (Charlie Henley), Havis Davenport (Mary Lou Culpepper), Benny Rubin (The Health Juice Bartender)

## Boyfriend for Schultzy
- Prima televisiva: 8 maggio 1955

### Trama
- Guest star:

## Bob Plays Cupid
- Prima televisiva: 15 maggio 1955

### Trama
- Guest star:

## Schultzy's Dream World
- Prima televisiva: 22 maggio 1955

### Trama
- Guest star:

## Uncle Bob-Bob
- Prima televisiva: 29 maggio 1955

### Trama
- Guest star: Lillian Bronson, King Donovan (Harvey Helm), Charles Herbert

## The Silver Tongued Orator
- Prima televisiva: 5 giugno 1955

### Trama
- Guest star: King Donovan (Harvey Helm), Marjorie Bennett (Mrs. Neimeyer), Charles Herbert, Donna Martell

## Bob's Birthday
- Prima televisiva: 12 giugno 1955

### Trama
- Guest star: Susan Alexander, Norma Brooks, King Donovan (Harvey Helm), Otto Reichow

## The Return of the Wolf
- Prima televisiva: 19 giugno 1955

### Trama
- Guest star: Lyle Talbot (Paul Fonda)

## El Lobo Strikes Again
- Prima televisiva: 26 giugno 1955

### Trama
- Guest star:

## Chuck Goes Hollywood
- Prima televisiva: 7 luglio 1955

### Trama
- Guest star:

## Bob Glamorizes Schultzy
- Prima televisiva: 28 luglio 1955

### Trama
- Guest star: Dick Wesson, Linda Williams